# Colonsay Airstrip
Colonsay Airstrip är en flygplats i Storbritannien.   Den ligger i kommunen Argyll and Bute och riksdelen Skottland, i den nordvästra delen av landet, 600 km nordväst om huvudstaden London. Colonsay Airstrip ligger 9 meter över havet. Den ligger på ön Colonsay.
Terrängen runt Colonsay Airstrip är platt. Havet är nära Colonsay Airstrip åt sydväst.